# Campionati mondiali di slittino 2019
I Campionati mondiali di slittino 2019 sono stati la quarantottesima edizione della rassegna iridata dello slittino, manifestazione organizzata negli anni non olimpici dalla Federazione Internazionale Slittino; si tennero il 26 e 27 gennaio 2019 a Winterberg, in Germania, sulla pista Veltins-EisArena, la stessa sulla quale si svolsero le competizioni iridate nel 1989 e nel 1991, e furono disputate gare in sette differenti specialità: nel singolo uomini, nel singolo donne, nel doppio, nella prova a squadre e nelle tre specialità dello sprint: la gara dedicata agli uomini, quella delle donne e quella dei doppi.
Vincitrice del medagliere fu la squadra tedesca, capace di ottenere cinque titoli e dodici medaglie sulle ventuno assegnate in totale: quelle d'oro furono conquistate da Toni Eggert e Sascha Benecken sia nel doppio sia nel doppio sprint, da Natalie Geisenberger nel singolo femminile e nella prova sprint dedicata alla donne, da Felix Loch per quanto riguarda la prova individuale uomini; nella gara sprint maschile la vittoria andò al rappresentante della nazionale austriaca Jonas Müller mentre il titolo nella prova a squadre andò alla formazione russa composta da Tat'jana Ivanova, Semën Pavličenko, Vladislav Južakov e Jurij Prochorov.
Tra i protagonisti della rassegna iridata, con tre medaglie conquistate vi furono, oltre ai tedeschi Eggert, Benecken, Geisenberger e Loch e al russo Pavlicenko, anche gli austriaci Thomas Steu e Lorenz Koller; gli altri atleti che riuscirono a salire per due volte sul podio in questa edizione dei mondiali furono i tedeschi Julia Taubitz, Tobias Wendl e Tobias Arlt e l'austriaco Reinhard Egger.
Anche in questa edizione, come ormai da prassi iniziata nella rassegna di Cesana Torinese 2011, furono assegnati i titoli mondiali under 23 premiando gli atleti meglio piazzati nelle tre gare del singolo uomini, del singolo donne e del doppio che non avevano ancora compiuto il ventitreesimo anno di età.

## Singolo uomini
La gara fu disputata il 27 gennaio 2019 nell'arco di due manches e presero parte alla competizione 38 atleti in rappresentanza di 19 differenti nazioni; campione uscente era l'austriaco Wolfgang Kindl, che concluse la prova al'ottavo posto, ed il titolo fu conquistato dal tedesco Felix Loch, al suo sesto trionfo iridato nel singolo dopo quelli vinti a Oberhof 2008, Lake Placid 2009, Altenberg 2012, Whistler 2013 e Schönau am Königssee 2016, che gli permise di raggiungere così l'italiano Armin Zöggeler in vetta alla classifica dei plurivincitori della specialità, davanti all'altro austriaco Reinhard Egger, alla sua prima medaglia iridata, e al russo Semën Pavličenko, già campione del mondo a Sigulda 2015.
La speciale classifica riservata agli under 23 vide primeggiare il russo Roman Repilov sul lettone Kristers Aparjods e lo statunitense Jonathan Gustafson, rispettivamente secondo e terzo classificato.
| Pos. | Atleti              | Nazione     | Tempo    | Distacco |
| ---- | ------------------- | ----------- | -------- | -------- |
|      | Felix Loch          | Germania    | 1'44"250 |          |
|      | Reinhard Egger      | Austria     | 1'44"350 | +0"100   |
|      | Semën Pavličenko    | Russia      | 1'44"363 | +0"113   |
| 4    | Johannes Ludwig     | Germania    | 1'44"413 | +0"163   |
| 5    | Chris Eißler        | Germania    | 1'44"568 | +0"318   |
| 6    | Roman Repilov       | Russia      | 1'44"577 | +0"327   |
| 7    | Dominik Fischnaller | Italia      | 1'44"669 | +0"419   |
| 8    | Wolfgang Kindl      | Austria     | 1'44"731 | +0"481   |
| 9    | Tucker West         | Stati Uniti | 1'44"839 | +0"589   |
| 10   | Kevin Fischnaller   | Italia      | 1'44"840 | +0"590   |

## Singolo donne
La gara fu disputata il 26 gennaio 2019 nell'arco di due manches e presero parte alla competizione 37 atlete in rappresentanza di 17 differenti nazioni; campionessa uscente era la tedesca Tatjana Hüfner, che concluse la prova al decimo posto, ed il titolo fu conquistato dalla connazionale Natalie Geisenberger, al suo quarto trionfo iridato nel singolo dopo quelli vinti a Whistler 2013, Sigulda 2015 e Schönau am Königssee 2016, davanti all'altra teutonica Julia Taubitz e alla statunitense Emily Sweeney, entrambe alla loro prima medaglia iridata.
La speciale classifica riservata agli under 23 vide primeggiare la tedesca Julia Taubitz sull'austriaca Hannah Prock e la svizzera Natalie Maag, rispettivamente seconda e terza classificata.
| Pos. | Atleti               | Nazione     | Tempo    | Distacco |
| ---- | -------------------- | ----------- | -------- | -------- |
|      | Natalie Geisenberger | Germania    | 1'53"868 |          |
|      | Julia Taubitz        | Germania    | 1'54"293 | +0"425   |
|      | Emily Sweeney        | Stati Uniti | 1'54"381 | +0"513   |
| 4    | Tat'jana Ivanova     | Russia      | 1'54"424 | +0"556   |
| 5    | Summer Britcher      | Stati Uniti | 1'54"437 | +0"569   |
| 6    | Ulla Zirne           | Lettonia    | 1'54"633 | +0"765   |
| 7    | Andrea Vötter        | Italia      | 1'54"652 | +0"784   |
| 8    | Ekaterina Baturina   | Russia      | 1'54"662 | +0"794   |
| 9    | Sandra Robatscher    | Italia      | 1'54"673 | +0"805   |
| 10   | Tatjana Hüfner       | Germania    | 1'54"776 | +0"908   |

## Doppio
La gara fu disputata il 26 gennaio nell'arco di due manches e presero parte alla competizione 42 atleti in rappresentanza di 13 differenti nazioni; campioni uscenti erano i tedeschi Toni Eggert e Sascha Benecken, che riuscirono a bissare il titolo ottenuto nella precedente edizione, davanti ai connazionali Tobias Wendl e Tobias Arlt, già campioni del mondo a Whistler 2013, Sigulda 2015 e Schönau am Königssee 2016, ed agli austriaci Thomas Steu e Lorenz Koller, alla loro prima medaglia iridata.
La speciale classifica riservata agli under 23 vide primeggiare i russi Vsevolod Kaškin e Konstantin Koršunov sugli italiani Ivan Nagler e Fabian Malleier e i rumeni Vasile Marian Gîtlan e Flavius Ion Crăciun, rispettivamente secondi e terzi classificati.
| Pos. | Atleti                                | Nazione  | Tempo    | Distacco |
| ---- | ------------------------------------- | -------- | -------- | -------- |
|      | Toni Eggert Sascha Benecken           | Germania | 1'27"256 |          |
|      | Tobias Wendl Tobias Arlt              | Germania | 1'27"334 | +0"078   |
|      | Thomas Steu Lorenz Koller             | Austria  | 1'27"397 | +0"141   |
| 4    | Oskars Gudramovičs Pēteris Kalniņš    | Lettonia | 1'27"418 | +0"162   |
| 5    | Andris Šics Juris Šics                | Lettonia | 1'27"452 | +0"196   |
| 6    | Ludwig Rieder Patrick Rastner         | Italia   | 1'27"552 | +0"296   |
| 7    | Vladislav Južakov Jurij Prochorov     | Russia   | 1'27"617 | +0"361   |
| 8    | Wojciech Chmielewski Jakub Kowalewski | Polonia  | 1'27"667 | +0"411   |
| 9    | Kristens Putins Imants Marcinkēvičs   | Lettonia | 1'27"691 | +0"435   |
| 10   | Vsevolod Kaškin Konstantin Koršunov   | Russia   | 1'27"718 | +0"462   |

## Gara a squadre
La gara fu disputata il 27 gennaio e ogni squadra nazionale prese parte alla competizione con una sola formazione; nello specifico la prova vide la partenza di una "staffetta" composta da una singolarista donna e un singolarista uomo, nonché da un doppio per ognuna delle 11 formazioni in gara, che scesero lungo il tracciato consecutivamente senza interruzione dei tempi tra un atleta e l'altro; il tempo totale così ottenuto laureò campione la nazionale russa di Tat'jana Ivanova, Semën Pavličenko, Vladislav Južakov e Jurij Prochorov davanti alla squadra austriaca formata da Hannah Prock, Reinhard Egger, Thomas Steu e Lorenz Koller ed a quella tedesca composta da Natalie Geisenberger, Felix Loch, Toni Eggert e Sascha Benecken.
| Pos. | Squadra     | Atleti                                                                        | Tempo    | Distacco |
| ---- | ----------- | ----------------------------------------------------------------------------- | -------- | -------- |
|      | Russia      | Tat'jana Ivanova Semën Pavličenko Vladislav Južakov / Jurij Prochorov         | 2'24"116 |          |
|      | Austria     | Hannah Prock Reinhard Egger Thomas Steu / Lorenz Koller                       | 2'24"624 | +0"508   |
|      | Germania    | Natalie Geisenberger Felix Loch Toni Eggert / Sascha Benecken                 | 2'24"647 | +0"531   |
| 4    | Italia      | Andrea Vötter Kevin Fischnaller Ludwig Rieder / Patrick Rastner               | 2'24"809 | +0"693   |
| 5    | Canada      | Kimberley McRae Reid Watts Tristan Walker / Justin Snith                      | 2'24"875 | +0"759   |
| 6    | Stati Uniti | Emily Sweeney Jonathan Gustafson Christopher Mazdzer / Jayson Terdiman        | 2'25"147 | +1"031   |
| 7    | Polonia     | Ewa Kuls-Kusyk Mateusz Sochowicz Wojciech Chmielewski / Jakub Kowalewski      | 2'25"948 | +1"832   |
| 8    | Romania     | Raluca Strămăturaru Valentin Crețu Vasile Marian Gîtlan / Flavius Ion Crăciun | 2'26"125 | +2"009   |
| 9    | Ucraina     | Olena Stec'kiv Anton Dukač Ihor Stachiv / Andrij Lysec'kyj                    | 2'27"358 | +3"242   |
| 10   | Regno Unito | Danielle Scott Raymond Thompson Rupert Staudinger / John-Paul Kibble          | 2'31"037 | +6"921   |

## Sprint singolo uomini
La gara fu disputata il 25 gennaio in un'unica manche in cui ebbero diritto a partecipare i primi 15 classificati al termine della prova di qualificazione svoltasi la mattina stessa e che vide al via 38 atleti in rappresentanza di 19 differenti nazioni; campione uscente era l'austriaco Wolfgang Kindl, che concluse la prova al'ottavo posto, ed il titolo fu conquistato dal connazionale Jonas Müller, al suo primo podio assoluto in una competizione internazionale, davanti al tedesco Felix Loch, già campione del mondo della prova sprint a Schönau am Königssee 2016 e al russo Semën Pavličenko, alla sua prima medaglia iridata nella specialità.
| Pos. | Atleti            | Nazione  | Tempo  | Distacco |
| ---- | ----------------- | -------- | ------ | -------- |
|      | Jonas Müller      | Austria  | 35"835 |          |
|      | Felix Loch        | Germania | 35"859 | +0"024   |
|      | Semën Pavličenko  | Russia   | 35"889 | +0"054   |
| 4    | Johannes Ludwig   | Germania | 35"914 | +0"079   |
| 5    | Kristers Aparjods | Lettonia | 35"954 | +0"119   |
| 6    | Reinhard Egger    | Austria  | 35"963 | +0"128   |
| 7    | Chris Eißler      | Germania | 35"968 | +0"133   |
| 8    | Wolfgang Kindl    | Austria  | 35"988 | +0"153   |
| 9    | Kevin Fischnaller | Italia   | 35"992 | +0"157   |
| 10   | Stepan Fëdorov    | Russia   | 36"085 | +0"250   |

## Sprint singolo donne
La gara fu disputata il 25 gennaio in un'unica manche in cui ebbero diritto a partecipare le prime 15 classificate al termine della prova di qualificazione svoltasi la mattina stessa e che vide al via 37 atlete in rappresentanza di 17 differenti nazioni; campionessa uscente era la statunitense Erin Hamlin, nel frattempo ritiratasi dalle competizioni, ed il titolo fu conquistato dalla tedesca Natalie Geisenberger, già a medaglia nella prova sprint a Schönau am Königssee 2016, davanti alle connazionali Julia Taubitz, alla sua prima medaglia iridata nella specialità, e Dajana Eitberger, anch'ella sul podio nella gara a Schönau am Königssee 2016.
| Pos. | Atleti               | Nazione     | Tempo  | Distacco |
| ---- | -------------------- | ----------- | ------ | -------- |
|      | Natalie Geisenberger | Germania    | 38"628 |          |
|      | Julia Taubitz        | Germania    | 38"635 | +0"007   |
|      | Dajana Eitberger     | Germania    | 38"668 | +0"040   |
| 4    | Emily Sweeney        | Stati Uniti | 38"747 | +0"119   |
| 5    | Tatjana Hüfner       | Germania    | 38"794 | +0"166   |
| 6    | Ekaterina Baturina   | Russia      | 38"801 | +0"173   |
| 7    | Tat'jana Ivanova     | Russia      | 38"819 | +0"191   |
| 8    | Summer Britcher      | Stati Uniti | 38"896 | +0"268   |
| 9    | Elīza Tīruma         | Lettonia    | 39"050 | +0"422   |
| 10   | Ulla Zirne           | Lettonia    | 39"065 | +0"437   |

## Sprint doppio
La gara fu disputata il 25 gennaio in un'unica manche in cui ebbero diritto a partecipare le prime 15 coppie classificate al termine della prova di qualificazione svoltasi la mattina stessa e che vide al via 38 atleti in rappresentanza di 19 differenti nazioni; campioni uscenti erano i tedesco Tobias Wendl e Tobias Arlt, che conclusero la prova al secondo posto, ed il titolo fu conquistato dai connazionali Toni Eggert e Sascha Benecken, già a medaglia nella prova sprint a Igls 2017, mentre terzi giunsero gli austriaci Thomas Steu e Lorenz Koller, alla loro prima medaglia iridata nella specialità.
| Pos. | Atleti                                | Nazione     | Tempo  | Distacco |
| ---- | ------------------------------------- | ----------- | ------ | -------- |
|      | Toni Eggert Sascha Benecken           | Germania    | 30"812 |          |
|      | Tobias Wendl Tobias Arlt              | Germania    | 30"824 | +0"012   |
|      | Thomas Steu Lorenz Koller             | Austria     | 30"829 | +0"017   |
| 4    | Andris Šics Juris Šics                | Lettonia    | 30"868 | +0"056   |
| 5    | Christopher Mazdzer Jayson Terdiman   | Stati Uniti | 30"895 | +0"083   |
| 6    | Vsevolod Kaškin Konstantin Koršunov   | Russia      | 30"960 | +0"148   |
| 7    | Robin Geueke David Gamm               | Germania    | 30"979 | +0"167   |
| 8    | Ludwig Rieder Patrick Rastner         | Italia      | 30"983 | +0"171   |
| 9    | Aleksandr Denis'ev Vladislav Antonov  | Russia      | 30"989 | +0"177   |
| 10   | Wojciech Chmielewski Jakub Kowalewski | Polonia     | 31"032 | +0"220   |

## Medagliere
| Pos.   | Nazione     | Oro | Argento | Bronzo | Totale |
| ------ | ----------- | --- | ------- | ------ | ------ |
| 1      | Germania    | 5   | 5       | 2      | 12     |
| 2      | Austria     | 1   | 2       | 2      | 5      |
| 3      | Russia      | 1   | 0       | 2      | 3      |
| 4      | Stati Uniti | 0   | 0       | 1      | 1      |
| Totale | Totale      | 7   | 7       | 7      | 21     |